# 外滩金融牛
外滩金融牛是位於上海市外滩的一個青銅牛雕塑，該雕塑的靈感來自阿图罗·迪·莫迪卡的华尔街铜牛。外滩金融牛于2010年5月15日在上海市外滩正式亮相。該雕塑與华尔街铜牛大小相仿，重約13,227.74-英磅（6,000.00-），较华尔街铜牛轻了0.7吨，長約17.1-英尺（5.2-）长，高約 10.5-英尺（3.2-）。該雕塑的肤色與华尔街铜牛也有所不同。